# 人食い犬
| 専門評論家によるレビュー | 専門評論家によるレビュー |
| レビュー・スコア         | レビュー・スコア         |
| 出典                     | 評価                     |
| ------------------------ | ------------------------ |
| * Allmusic               | 4.5/5stars               |
| *Rolling Stone           | (Not Rated)              |

『人食い犬』 (Hair of the Dog) は、スコットランドのハードロックバンド、ナザレスが1975年にリリースした6枚目のアルバム。アルバムは、イギリス、ケントのエスケープ・スタジオで収録、ロンドンのAIRスタジオで追加収録・ミキシングが行われた。バンドの代表作であり、最も多い200万枚を売り上げるアルバムとなった。
ディープ・パープルのロジャー・グローヴァーが3枚のアルバムをプロデュースした後、マニー・チャールトンがその役に就き、続くいくつかのアルバムでもプロデュースを務めた。
これは、『ラザマナズ』の小ヒットを除いて、ナザレスの最初の大ヒットアルバムであり、タイトル曲、「ラヴ・ハーツ」（アメリカ盤に収録）、「ベガーズ・デイ」、「うらぎり」のような代表曲が収録されている。
フロントマンのダン・マッカファーティーによれば、アルバムタイトルは『Son of a Bitch』になる予定だった（「Hair of the dog」のコーラス"now you’re messing with a… a son of a bitch! " から）。
しかし、レコード会社は彼らのプロジェクトに『Son of a Bitch』と名付けるのを許さなかった。そこで『Hair of the Dog』（son of a bitch=犬の子=heir of the dog）が妥協案として選ばれ、彼らのキャリアを決定づける名盤への最後の仕上げとなった。
このアルバムタイトルは「the hair of the dog that bit you」（二日酔いには迎え酒を）を縮めたものだとしばしば誤解されている
1990年代の中頃に、ボーナストラックを収録したCDリマスター盤がリリースされた。

## 収録曲
特に記載のないものは、マニー・チャールトン、ダン・マッカファーティー、ピート・アグニュー、ダレル・スウィートによる作曲・作詞。
1. 人食い犬 (Hair of the Dog) – 4:11
2. ミス・ミザリー (Miss Misery) – 4:40
3. ギルティー (Guilty) – 3:38
作曲・作詞: ランディ・ニューマン
4. チェンジン・タイムス (Changin' Times) – 6:03
5. ベガーズ・デイ～荒野のバラ (a: Beggars Day / b: Rose In The Heather) – 6:31
作詞・作曲: ニルス・ ロフグレン (a)
6. ウィスキー・ドリンキン・ウーマン (Whiskey Drinkin' Woman) – 5:29
7. うらぎり (Please Don't Judas Me) – 9:48
8. ラヴ・ハーツ (Love Hurts) – 3:53
作曲・作詞: ブライアント夫妻

## クレジット

### バンドメンバー
- ダン・マッカファーティー – リードヴォーカル、トーキング・モジュレーター (人食い犬)
- マニー・チャールトン – ギター、シンセサイザー
- ピート・アグニュー – ベースギター、コーラス
- ダレル・スウィート – ドラム、コーラス

### 追加ミュージシャン
- マックス・ミドルトン – ピアノ (ギルティー)
- サイモン・フィリップス – タブラ (うらぎり)
- ヴィッキー・ブラウン、ライザ・ストライク、バリー・セント・ジョン – コーラス (ギルティー)
- ヴィッキー・シルバ – コーラス (うらぎり)